# 德爾蒙特 (新澤西州)
德爾蒙特（英語：Delmont）是位於美國新澤西州坎伯蘭縣的普查規定居民點。

## 人口
根據2020年美國人口普查的數據，德爾蒙特的面積為2.80平方千米，皆為陸地。當地共有人口122人，而人口密度為每平方千米43.57人。